# المزوضية
لمزوضية هي قرية أمازيغية جبلية مغربية وسط المملكة. تنتمي لمزوضية لإقليم شيشاوة. تضم هذه القرية 22.454 نسمة (إحصاء 2004).